# Милпитас
Милпитас (на английски: Milpitas) е град в окръг Санта Клара в Района на Санфранциския залив, щата Калифорния, Съединените американски щати.

## География
Намира се в Силициевата долина. Общата му площ е 35,3 км2 (13,6 мили2).
Милпитас е с население от 62 698 души (2000).